# Établissement public (Belgique)
Ne doit pas être confondu avec établissement scolaire ou établissement d'utilité publique.
Pour les articles homonymes, voir établissement public.
En Belgique, la notion d’établissement public désigne un type de personne morale de droit public dont la caractéristique est d'être constitué par un acte unilatéral de l'autorité publique, à la différence des associations de droit public qui résultent de l'association de plusieurs autorités publiques.
Il n'existe pas en droit belge de régime juridique commun à l'ensemble des établissements publics et chaque établissement est régi par la norme légale particulière qui l'institue. Les établissements publics créés par une loi, un décret ou une ordonnance font partie des organismes d'intérêt public, et sont alors classés en quatre catégories (A, B, C ou D) selon leur degré d'autonomie.
Assez courante à la fin du XIXe siècle et au début du XXe siècle, la notion est de moins en moins usitée.

## Exemples
- la Fondation Joseph Denamur[1], établissement public régi par la loi du 30 août 1913 (M.B. du 20 septembre 1913) et dépendant fonctionnellement de la région wallonne
- l'Office national du ducroire, établissement public régi par la loi du 31 août 1939 (M.B. du 4 octobre 1939) et dépendant fonctionnellement de l’État fédéral

## Sources